# Major League Baseball

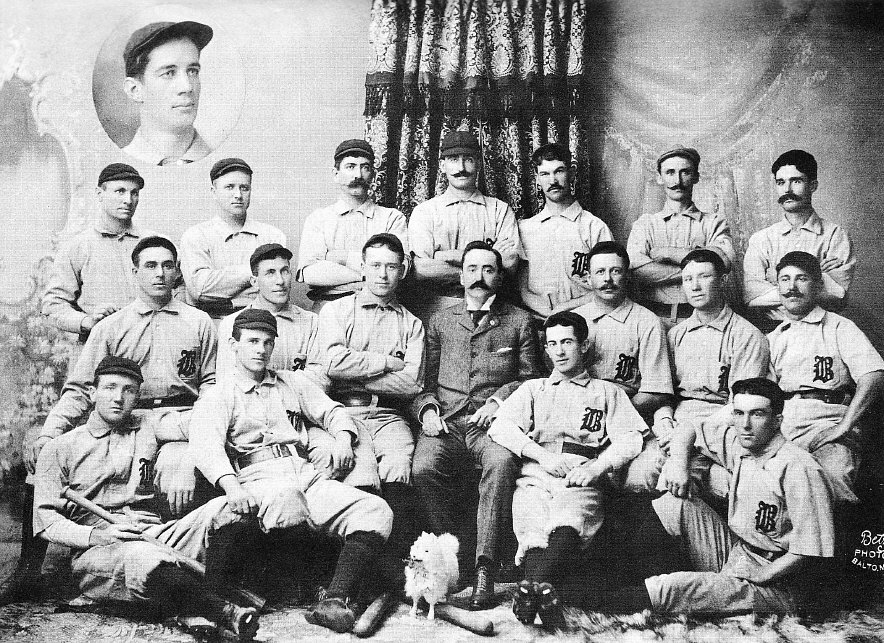
Baltimore Orioles el 1896.

La Major League Baseball (MLB) —en català, "Beisbol de lligues majors"— és l'organització de beisbol professional de major nivell al món. Aquest terme es refereix, principalment, a l'entitat que opera les dues lligues més importants als Estats Units (i un equip del Canadà): la Lliga Nacional de Beisbol i la Lliga Americana de Beisbol, per mitjà d'una estructura organitzativa comuna que ha existit des de 1903.
L'any 2000, les dues lligues foren oficialment desfetes com a entitats separades i tots els drets i funcions foren transferides a l'oficina del comissionat de l'MLB. D'aquesta manera, l'MLB opera efectivament com una lliga única, essent una de les lligues professionals més grans del món.
Aquest terme es refereix, principalment, a l'entitat que opera les dues lligues més importants als Estats Units (amb un equip del Canadà), la Lliga Nacional i la Lliga Americana, per mitjà d'una estructura organitzativa comuna que ha existit des de 1903. La Lliga Americana es distingeix de la Lliga Nacional en què s'usa la regla del batedor designat. En jocs de la Lliga Nacional el llançador sol ser el novè batedor. Durant el joc de la Sèrie Mundial, l'ocupació d'aquesta distinció depèn del lloc on el partit és jugat. Per exemple, si el partit és jugat en el Yankee Stadium, les regles de la Lliga Americana prenen efecte perquè l'equip que juga en aquest estadi és d'aquesta lliga. En el Joc de les estrelles s'utilitzarà sempre el batedor designat, la diferència radica en la forma d'elecció del batedor designat. Des del 2000 les dues lligues han estat separades legalment i llavors són dues entitats diferents que funcionen des de l'adreça de l'oficina del comissionat de l'MLB.

## Organització de l'MLB
L'MLB, com s'ha esmentat, es divideix en dues lligues (la Lliga Nacional i la Lliga Americana) i la componen 30 equips, 29 dels Estats Units i 1 del Canadà. Cada temporada compta de 162 partits (amb partits addicionals en cas de desempats i play-offs) i es disputa entre el primer diumenge d'abril i el primer diumenge d'octubre, i els play-offs entre octubre i novembre. Aquest nombre de partits fou establert el 1961. Des de 1898 fins a 1960 es jugaven 154 partits. Els partits eren disputats entre equips de la mateixa lliga. L'any 1997, es van introduir els partits inter lligues.
La Lliga Americana es distingeix de la Lliga Nacional que s'usa la regla del batedor designat. En els partits de la Lliga Nacional el llançador sol ser el novè batedor. Durant els partits entre les dues lligues, el Partit de les Estrelles i les Sèries Mundials la regla que s'utilitza depèn de l'estadi on es disputi el partit, adoptant-se la regla de la lliga a la qual pertany l'estadi.
Tant la Lliga Nacional (amb 15 equips) com la Lliga Americana (amb 15) es divideixen en tres divisions, agrupades per ubicació geogràfica i anomenades "Est", "Central" i "Oest".

### Partit de les Estrelles
Els primers dies de juliol marquen la meitat de la temporada, durant la qual es fa una pausa de tres dies i es disputa el Partit de les Estrelles. Aquest partit es disputa entre jugadors de la Lliga Nacional contra jugadors de la Lliga Americana.

### Post-temporada

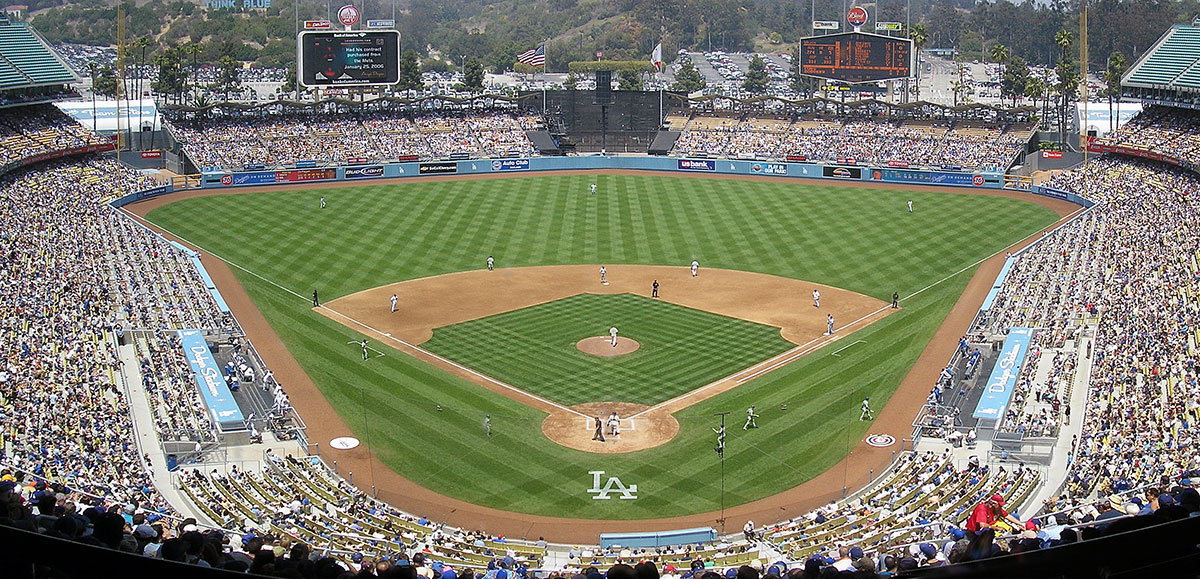
Dodger Stadium el 2007.

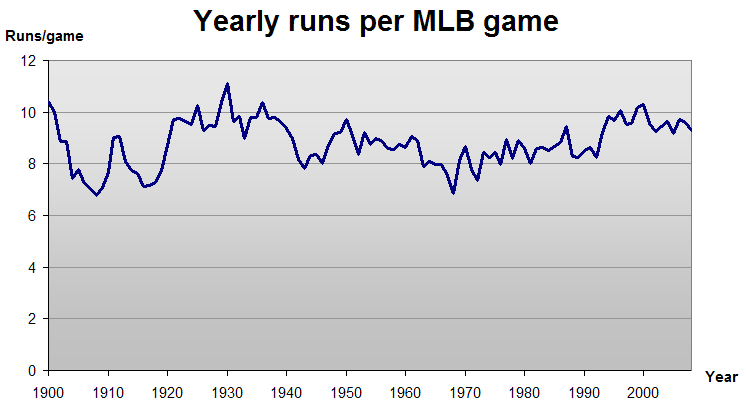
Gràfic amb el nombre de curses per partit a l'MLB.

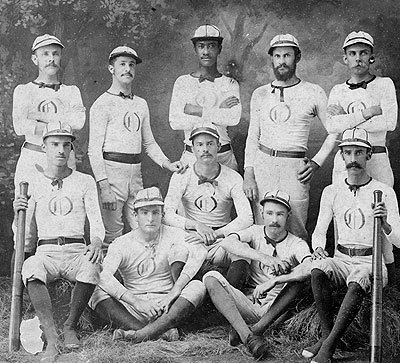
Un equip de beisbol els 1870s.

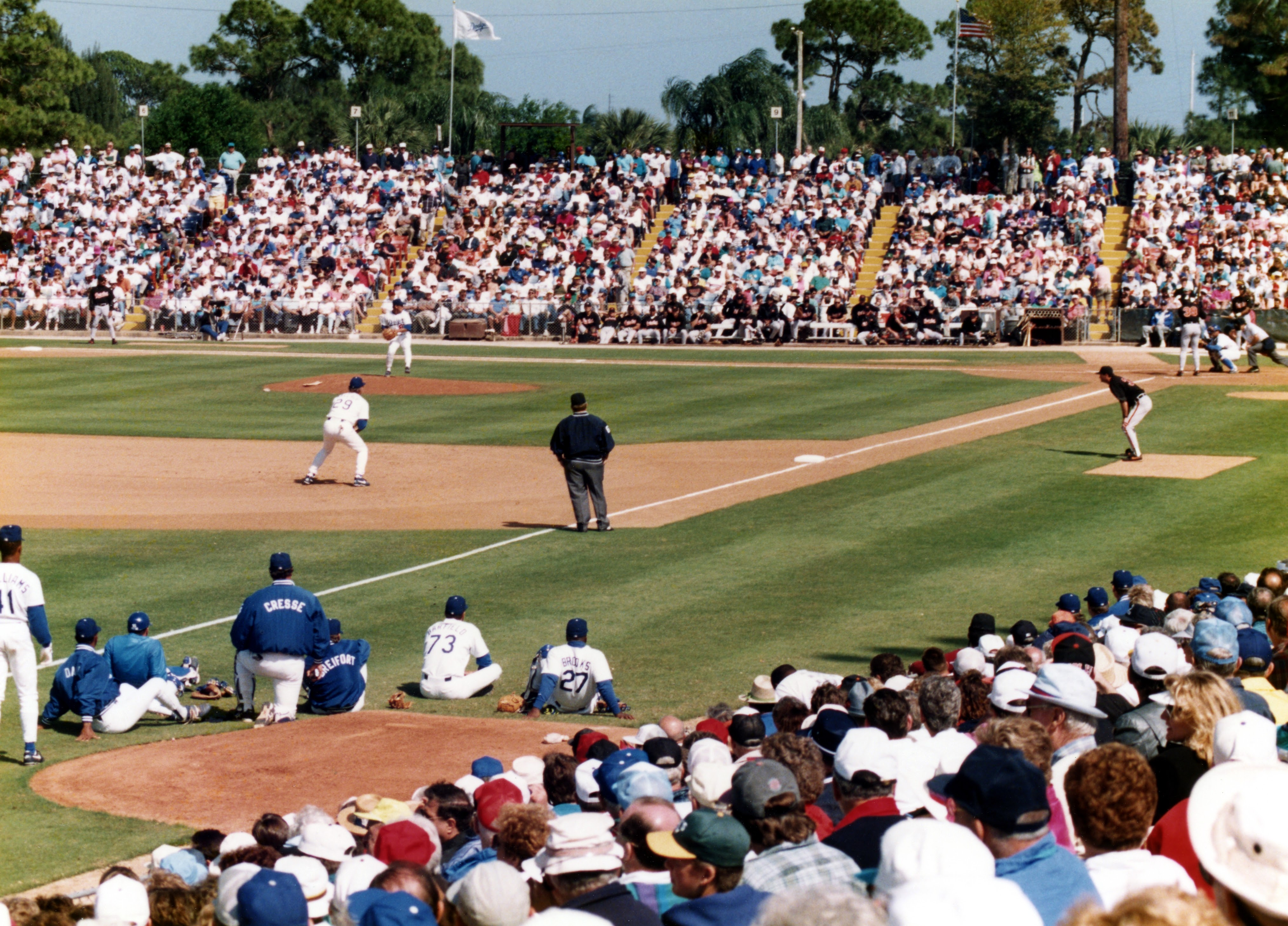
Los Angeles Dodgers a Vero Beach, Florida.

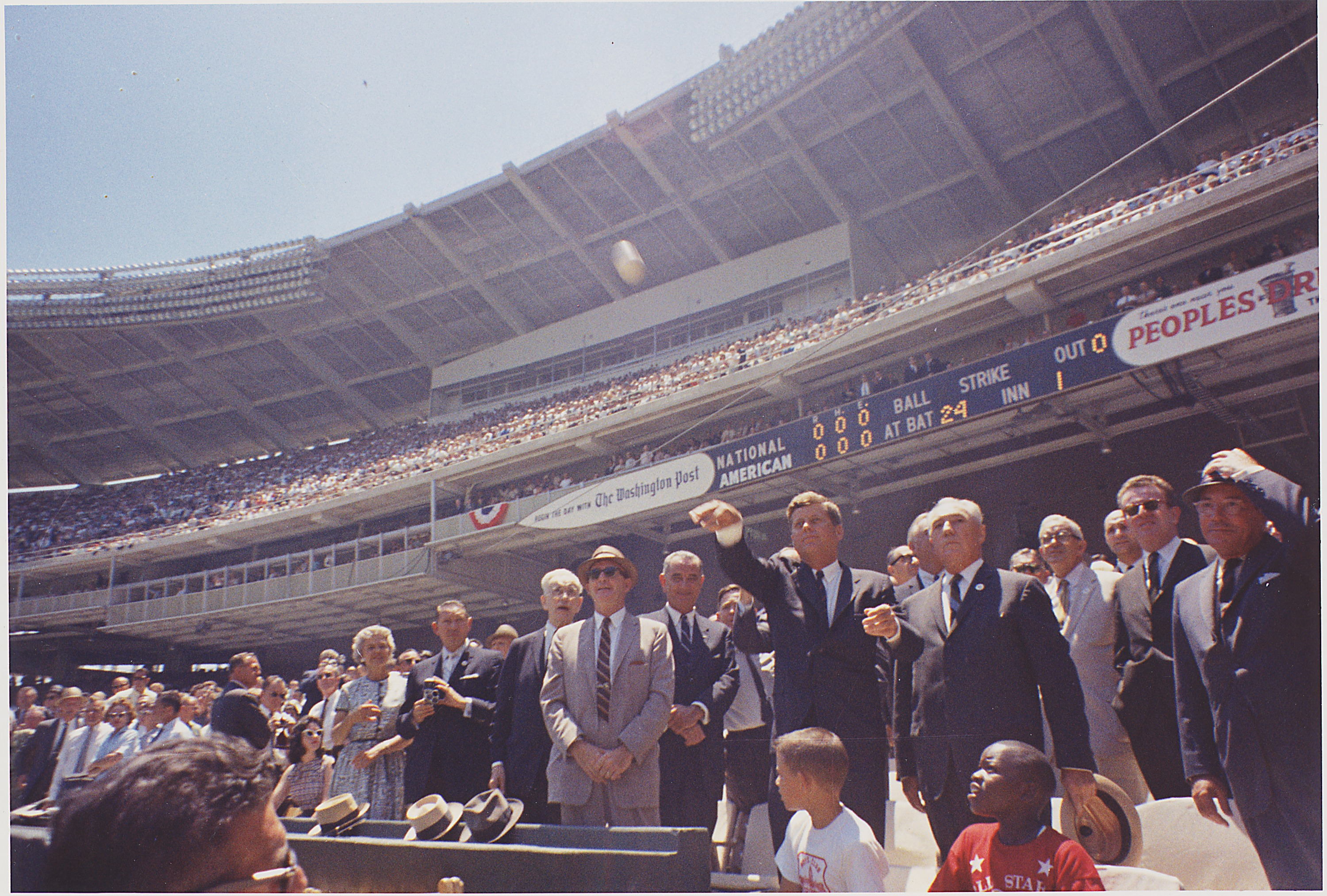
John F. Kennedy a l'All-Star Game de 1962.

En concloure la temporada regular, els dos millors equips que guanyin la seva divisió avancen a les Sèries de Divisió, l'altre campió de divisió que resta més els tres millors equips que no siguin campions de divisió van a les Wildcards. Aquesta està composta de quatre rondes:
- Wildcards: Ronda de playoffs entre els tres millors equips que no han sigut campions de divisió i el pitjor campió de divisió. Sèries al millor de 3 partits.

- Sèries de Divisió de la Lliga Americana i Sèries de Divisió de la Lliga Nacional. Corresponen a les semifinals de cada lliga i el vencedor és el que guanya 3 partits de 5.
- Sèries de Campionat de la Lliga Americana i Sèries de Campionat de la Lliga Nacional. Corresponen a les finals de cada lliga i el vencedor és el que guanya 4 partits de 7.
- Sèries Mundials. Corresponen a les finals de l'MLB i la disputen els vencedors de les lligues Americana i Nacional. El vencedor és el que guanya 4 partits de 7.

| Rècords de les World Series                                                                                  |                               |        |        |        |
| Pos. | Equip                         | Títols | Sèries | Darrer |
| 1r | New York Yankees (AL)         | 27     | 41     | 2009   |
| 2n | St. Louis Cardinals (NL)      | 11     | 19     | 2011   |
| 3r | Oakland Athletics † (AL)      | 9      | 14     | 1989   |
| 3r | Boston Red Sox † (AL)         | 9      | 13     | 2018   |
| 5è | Los Angeles Dodgers † (NL)    | 8      | 22     | 2024   |
| 5è | San Francisco Giants † (NL)   | 8      | 20     | 2014   |
| 7è | Cincinnati Reds (NL)          | 5      | 9      | 1990   |
| 7è | Pittsburgh Pirates (NL)       | 5      | 7      | 1979   |
| 9è | Detroit Tigers (AL)           | 4      | 11     | 1984   |
| 9è | Atlanta Braves † (NL)         | 4      | 10     | 2021   |
| 11è | Chicago White Sox (AL)        | 3      | 5      | 2005   |
| 11è | Minnesota Twins † (AL)        | 3      | 6      | 1991   |
| 11è | Baltimore Orioles † (AL)      | 3      | 7      | 1983   |
| 11è | Chicago Cubs (NL)             | 3      | 11     | 2016   |
| 15è | Philadelphia Phillies (NL)    | 2      | 8      | 2008   |
| 15è | Cleveland Guardians (AL)      | 2      | 6      | 1948   |
| 15è | Florida Marlins (NL) *        | 2      | 2      | 2003   |
| 15è | Toronto Blue Jays (AL) *      | 2      | 2      | 1993   |
| 15è | Kansas City Royals (AL) *     | 2      | 4      | 2015   |
| 15è | New York Mets (NL) *          | 2      | 5      | 1986   |
| 15è | Houston Astros (AL) *         | 2      | 5      | 2022   |
| 22è | Los Angeles Angels † (AL) *   | 1      | 1      | 2002   |
| 22è | Texas Rangers † (AL) *        | 1      | 2      | 2023   |
| 22è | Washington Nationals † (NL) * | 1      | 1      | 2019   |
| 22è | Arizona Diamondbacks (NL) *   | 1      | 2      | 2001   |
| 26è | San Diego Padres (NL) *       | 0      | 2      |        |
| 26è | Colorado Rockies (NL) *       | 0      | 1      |        |
| 26è | Milwaukee Brewers † (NL) *    | 0      | 1      |        |
| 26è | Seattle Mariners † (AL) *     | 0      | 0      |        |
| 26è | Tampa Bay Rays † (AL) *       | 0      | 2      |        |
| * units a la Lliga Nacional o Americana després de 1960 (9 victòries en 18 World Series de 47 des de 1960)   |                               |        |        |        |
| † Totals inclouen els rècords en ciutats anteriors o sota un altre nom (vegeu llista de franquícies a sota). |                               |        |        |        |
| No han disputat World Series Seattle Mariners (AL) *                                                         |                               |        |        |        |
| Font: MLB.com                                                                                                |                               |        |        |        |

## Equips actuals
| Divisió         | Equip                   | Fundació        | Ciutat               | Estadi                          | Notes           |
| Lliga Americana | Lliga Americana         | Lliga Americana | Lliga Americana      | Lliga Americana                 | Lliga Americana |
| --------------- | ----------------------- | --------------- | -------------------- | ------------------------------- | --------------- |
| Est             | Baltimore Orioles ¹     | 1894            | Baltimore, MD ¹      | Oriole Park at Camden Yards     | [ 2 ]           |
| Est             | Boston Red Sox ²        | 1901            | Boston, MA           | Fenway Park                     | [ 3 ]           |
| Est             | New York Yankees 3      | 1901            | Bronx, NY 3          | Yankee Stadium                  | [ 4 ]           |
| Est             | Tampa Bay Rays 4        | 1998            | St. Petersburg, FL   | Tropicana Field                 | [ 5 ]           |
| Est             | Toronto Blue Jays       | 1977            | Toronto, ON          | Rogers Centre                   | [ 6 ]           |
| Central         | Chicago White Sox ⁵     | 1894            | Chicago, IL          | Guaranteed Rate Field           | [ 7 ]           |
| Central         | Cleveland Guardians ⁶   | 1894            | Cleveland, OH        | Progressive Field               | [ 8 ]           |
| Central         | Detroit Tigers          | 1894            | Detroit, MI          | Comerica Park                   | [ 9 ]           |
| Central         | Kansas City Royals      | 1969            | Kansas City, MO      | Kauffman Stadium                | [ 10 ]          |
| Central         | Minnesota Twins 7       | 1894            | Minneapolis, MN 7    | Target Field ‡                  | [ 11 ]          |
| Oest            | Houston Astros 8        | 1962            | Houston, TX          | Minute Maid Park                | [ 12 ]          |
| Oest            | Los Angeles Angels ⁹    | 1961            | Anaheim, CA          | Angel Stadium of Anaheim        | [ 13 ]          |
| Oest            | Oakland Athletics       | 1901            | Oakland, CA ¹⁰       | Oakland-Alameda County Coliseum | [ 14 ]          |
| Oest            | Seattle Mariners        | 1977            | Seattle, WA          | Safeco Field                    | [ 15 ]          |
| Oest            | Texas Rangers 11        | 1961            | Arlington, TX 11     | Globe Life Park in Arlington    | [ 16 ]          |
| Lliga Nacional  |                         |                 |                      |                                 |                 |
| Est             | Atlanta Braves 12       | 1871            | Atlanta, GA 12       | SunTrust Park                   | [ 17 ]          |
| Est             | Miami Marlins 13        | 1993            | Miami, FL            | Marlins Park                    | [ 18 ]          |
| Est             | New York Mets           | 1962            | Flushing, Queens, NY | Citi Field †                    | [ 19 ]          |
| Est             | Philadelphia Phillies   | 1883            | Filadèlfia, PA       | Citizens Bank Park              | [ 20 ]          |
| Est             | Washington Nationals ¹⁴ | 1969            | Washington, DC ¹⁴    | Nationals Park                  | [ 21 ]          |
| Central         | Chicago Cubs            | 1870            | Chicago, IL          | Wrigley Field                   | [ 22 ]          |
| Central         | Cincinnati Reds         | 1882            | Cincinnati, OH       | Great American Ball Park        | [ 23 ]          |
| Central         | Milwaukee Brewers 15    | 1969            | Milwaukee, WI 15     | Miller Park                     | [ 24 ]          |
| Central         | Pittsburgh Pirates      | 1882            | Pittsburgh, PA       | PNC Park                        | [ 25 ]          |
| Central         | St. Louis Cardinals     | 1882            | Saint Louis, MO      | Busch Stadium                   | [ 26 ]          |
| Oest            | Arizona Diamondbacks    | 1998            | Phoenix, AZ          | Chase Field                     | [ 27 ]          |
| Oest            | Colorado Rockies        | 1993            | Denver, CO           | Coors Field                     | [ 28 ]          |
| Oest            | Los Angeles Dodgers ¹⁶  | 1883            | Los Angeles, CA ¹⁶   | Dodger Stadium                  | [ 29 ]          |
| Oest            | San Diego Padres        | 1969            | San Diego, CA        | Petco Park                      | [ 30 ]          |
| Oest            | San Francisco Giants    | 1883            | San Francisco, CA 17 | AT&T Park                       | [ 31 ]          |

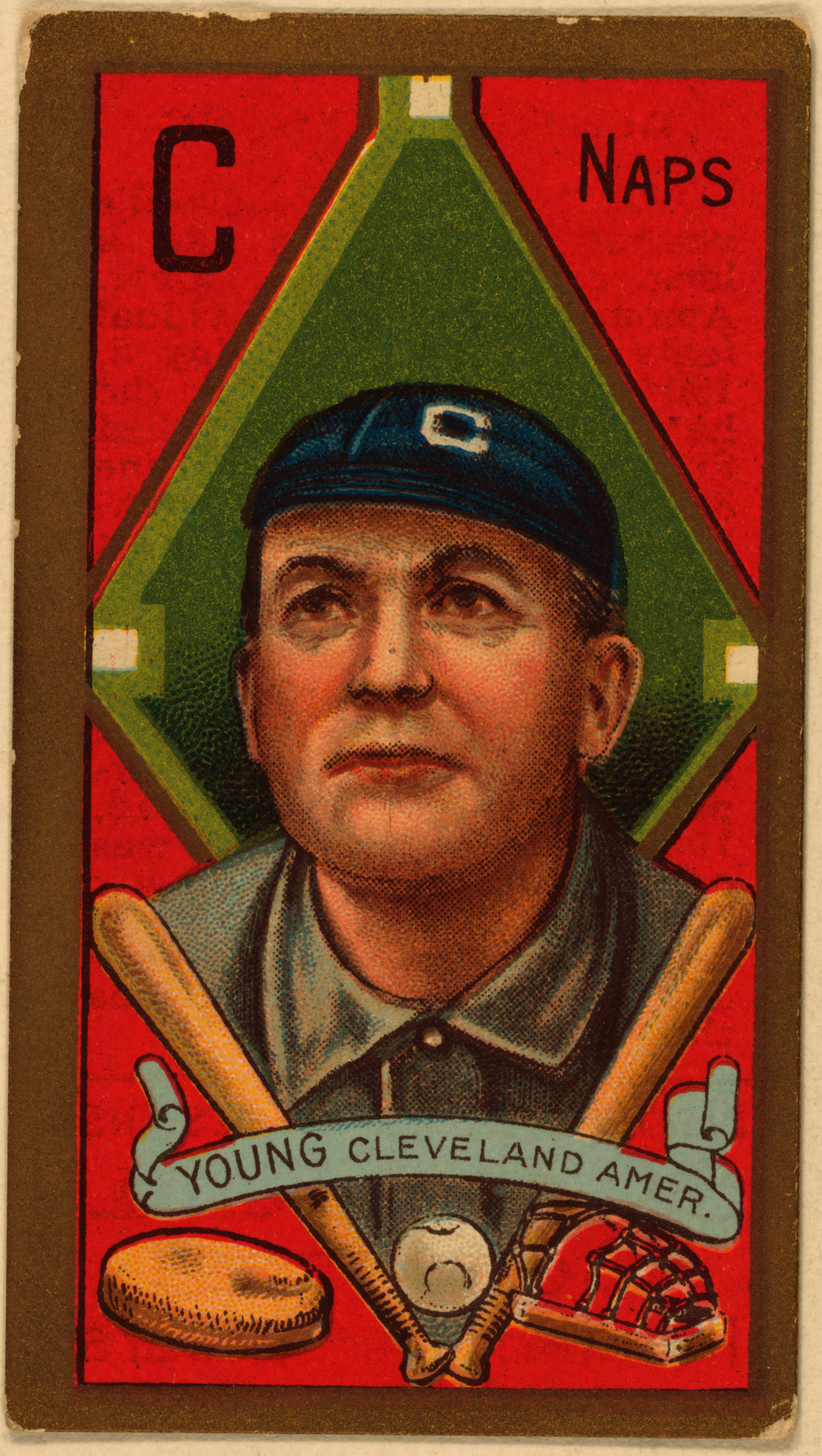
Carta de Cy Young, 1911.

1. Orioles: Milwaukee Brewers (Western League 1894–1899) 1900–1901; St. Louis Browns 1902–1953
2. Red Sox: Boston Americans, 1901–1907
3. Yankees: Baltimore Orioles 1901–1902; New York Highlanders 1902–1912
4. Rays: Tampa Bay Devil Rays 1998–2007
5. White Sox: Sioux City Cornhuskers (Western League) 1894; St. Paul Saints (WL) 1895–1899
6. Indians: Grand Rapids Rustlers (Western League) 1894–1899; Cleveland Blues 1900–1902; Cleveland Naps 1903–1914
7. Twins: Kansas City Blues (Western League) 1894–1900; Washington Senators 1901–1960
8. Astros: Houston Colt .45's 1962–1965; jugà a la Lliga Nacional fins a 2013
9. Angels: Los Angeles Angels 1961–1965; California Angels 1965–1996; Anaheim Angels 1997–2004
10. Athletics: a Filadèlfia 1901–1954, a Kansas City 1955–1967
11. Rangers: Washington Senators 1961–1971
12. Braves: a Milwaukee 1953–1965, a Boston 1871–1952 (on fou anomenat Braves 1912–35 & 1941–52 i Bees 1936–40; abans de 1912 anomenat successivament Red Stockings, Red Caps, Beaneaters, Doves, i Rustlers)
13. Marlins: Florida Marlins 1993-2011
14. Nationals: Montreal Expos 1969–2004
15. Brewers: Seattle Pilots (AL) 1969; jugà a la Lliga Americana fins a 1998
16. Dodgers: a Brooklyn 1883–1957 (abans de 1931 fou anomenat successivament Atlantics, Grays, Bridegrooms, Grooms, Superbas, Trolley Dodgers, Dodgers, i Robins)
17. Giants: a Nova York 1883–1957

- † Citi Field: Seu del Partit de les Estrelles 2013
- ‡ Target Field: Seu del Partit de les Estrelles 2014

## Història

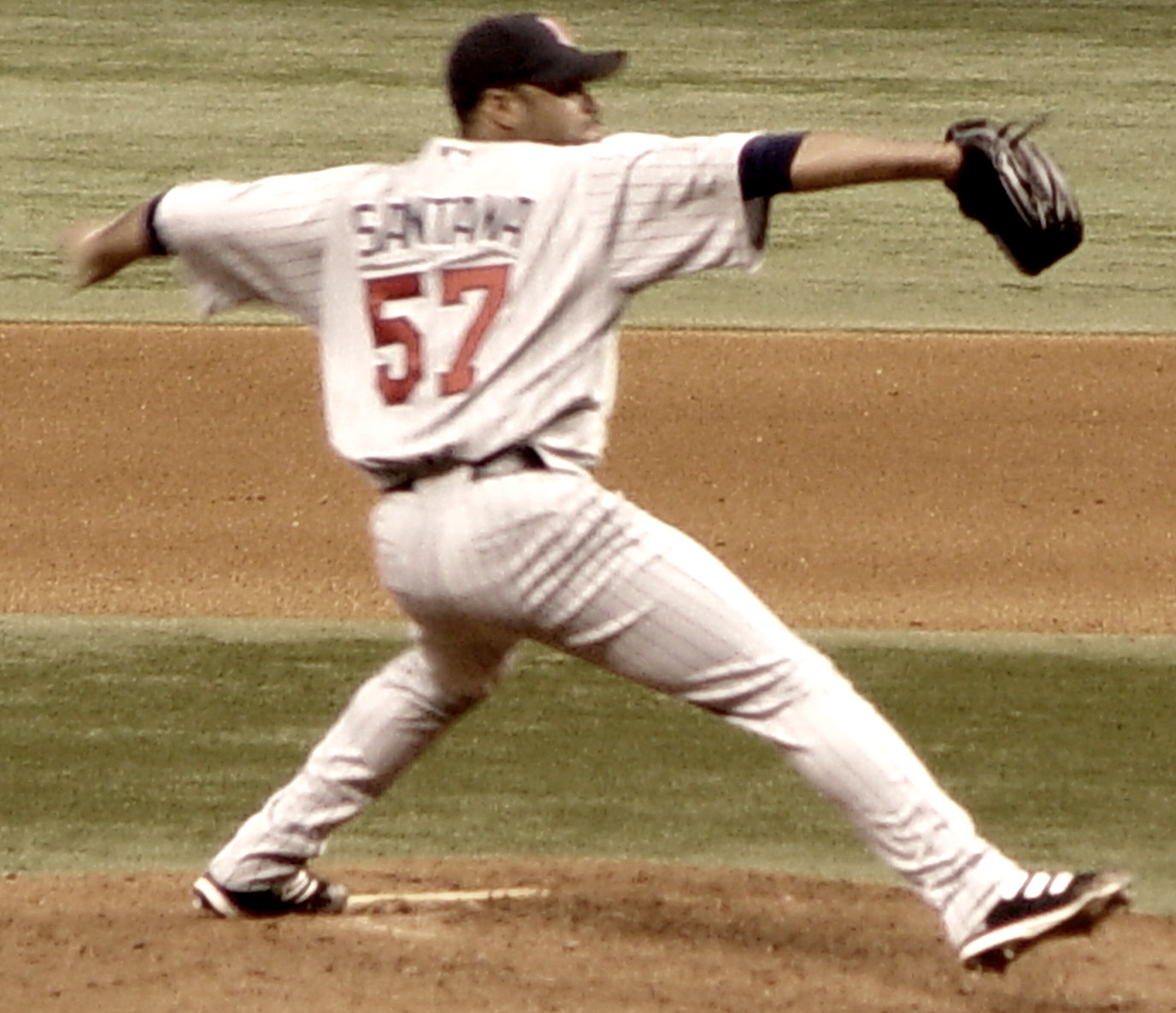
Johan Santana.

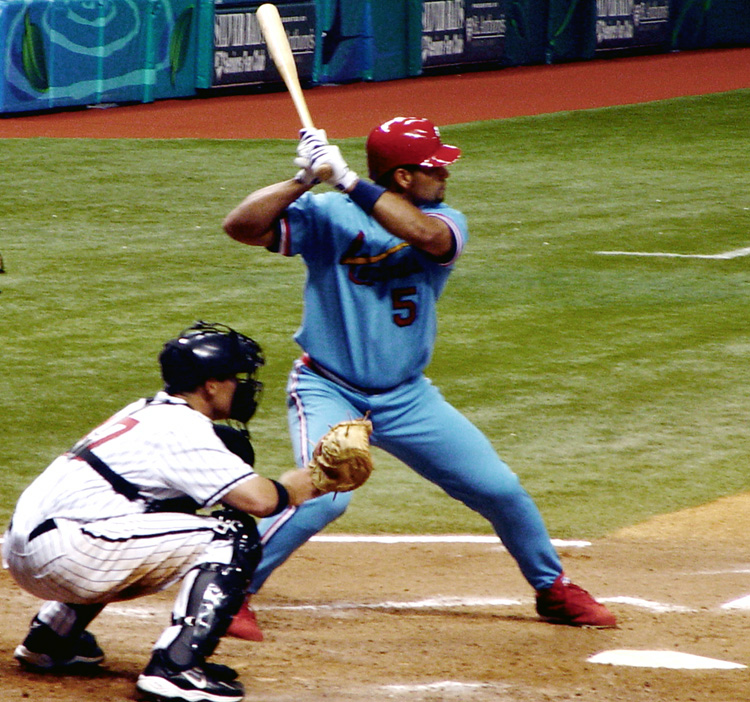
Albert Pujols.

La Lliga Nacional es va fundar el 1876 i va tenir nombrosos canvis d'equips en els seus primers anys. Des de 1900 fins a 1952 va comptar amb vuit equips a Boston, Chicago, Cincinnati, Filadèlfia, Nova York (Brooklyn Dodgers i New York Giants), Pittsburgh i St. Louis.
La Lliga Americana es va fundar el 1901 amb vuit equips a Baltimore, Boston, Chicago, Cleveland, Detroit, Filadèlfia, Milwaukee i Washington. El 1902 els Milwaukee Brewers es van convertir en els St. Louis Browns i el 1903 els Baltimore Orioles es van convertir en els New York Highlanders, després New York Yankees el 1913. Així, la lliga va tenir equips a Boston, Chicago, Cleveland, Detroit, Filadèlfia, Nova York, St. Louis i Washington des de 1903 fins a 1953.
Després de la Segona Guerra Mundial, les Grans Lligues van començar a expandir-se cap al sud i l'oest. El 1953 els Boston Braves es van mudar a Milwaukee. El 1954, els St. Louis Browns es van convertir en els Baltimore Orioles, i el 1955 els Philadelphia Athletics es van convertir en els Kansas City Athletics. El 1958 els Brooklyn Dodgers i els New York Giants es van mudar a Los Angeles i San Francisco respectivament. El 1961, els Washington Senators es van convertir en els Minnesota Twins, alhora que es van agregar dos equips a la Lliga Americana: els Los Angeles Angels i els Washington Senators. El 1962 es van incorporar a la Lliga Nacional els New York Mets i els Houston Colts, després Houston Astros.
Els Milwaukee Braves es van mudar a Atlanta el 1966. El 1968 els Kansas City Athletics es van mudar a Oakland. El 1969 es van agregar dos equips més a la Lliga Nacional a Mont-real i San Diego, així com dos a la Lliga Americana a Kansas City i Seattle; aquests últims es van convertir l'any següent en els Milwaukee Brewers.
Els Washington Senators es van mudar a Dallas-Fort Worth el 1972 per convertir-se en els Texas Rangers. El 1977 es van incorporar els Toronto Blue Jays i els Seattle Mariners.
El 1993, a la Lliga Nacional es van sumar equips a Denver i Miami. El 1998 es van incorporar equips a Phoenix a la Lliga Nacional i Tampa Bay a la Lliga Americana. També el 1998, els Milwaukee Brewers es van mudar de la Lliga Americana a la Lliga Nacional.
El 2005 els Mont-real Expos es van convertir en els Washington Nationals.
El 2013 els Houston Astros es van mudar de la Lliga Nacional a la Lliga Americana per igualar a 15 equips per lliga.